# مراقبت (آلبوم)
«مراقبت» (به انگلیسی: Take Care) آلبومی از هنرمند اهل کانادا دریک است که در سال ۲۰۱۱ میلادی منتشر شد.